# Кребс, Вероника
Вероника Кребс (пол. Weronika Krebsowa, урожденная Младанович, пол. Mładanowicz; около 1750 — 2 октября 1832) — польская мемуаристка.
Дочь Рафала Младановича, польского губернатора Умани. В восемнадцать лет была свидетельницей уманской резни 1768 года, в ходе которой её родители и старшие дети семьи Младановичей были убиты, а Веронику и её младшего брата Павла у гайдамаков «выпросил» местный житель Умани Иван Гонта[уточнить]. Она была насильно обращена в православие.
Согласно запискам Антония Хжонщевского, в дальнейшем, после подавления восстания гайдамаков, Вероника Младанович была вывезена в Кристинополь и служила в свите жены Алоиза Фридриха фон Брюля, урождённой Потоцкой, затем вышла замуж за служившего у Станислава Щенсного Потоцкого поручика Яна Кребса.
Позже составила на польском языке записки об уманской резне (пол. Opis autentyczny rzezi Humańskiej przez córkę gubernatora Humania, z Mładanowiczów zamężną Krebsową), посмертно изданные в 1840 г. в Познани графом Титусом Дзялыньским в серии его изданий польских исторических источников, а затем, в сокращении, републикованные Генриком Мосьцицким. В русском переводе и с предисловием публициста И. М. Ревы записки опубликованы в Киеве отдельным изданием в 1879 году. Кроме того, Веронике Кребс принадлежали и записки о драматическом эпизоде из жизни Станислава Потоцкого — похищении и убийстве его первой жены Гертруды по приказу его отца; эти записки были утрачены, но пересказ их Хжонщевским сохранился.